# Дрімлюга іспанський
Дрімлюга іспанський (Caprimulgus ruficollis) — вид дрімлюгоподібних птахів родини дрімлюгових (Caprimulgidae). Гніздиться на Піренейському півострові і в регіоні Магрибу, зимує в Західній Африці.

## Опис
Довжина птаха становить 29—32 см, з яких 16 см припадає на хвіст, розмах крил 53—68 см. Забарвлення переважно сіре, поцятковане охристими, каштановими та чорними смужками. Нижня частина тіла смугаста. Над очима світло-сірі «брови», на горлі біла пляма. На шиї рудий «комір». На крилах і на крайніх стернових перах білі плями, які у самців більші, ніж у самиць. Молоді птахи мають більш сірувате забарвлення, білі плями на горлі у них відсутні, а білі плями на крилах і хвості менші. Представники підвиду C. r. desertorum є дещо блідішими, ніж представники номінативного підвиду, а також вирізняються забарвленням стернових пер: чорні та оранжеві смуги на них однакової довжини, тоді як у представників підвиду C. r. ruficollis чорні смуги є ширшими за оранжеві. Загалом іспанські дрімлюги є схожими на звичайних дрімлюг, однак вирізняються більшими розмірами й довшим хвостом, а також рудуватим «коміром».

## Підвиди
Виділяють два підвиди:
- C. r. ruficollis Temminck, 1820 — Піренейський півострів (переважно 2 південні третини), північ Марокко;
- C. r. desertorum Erlanger, 1900 — північний схід Марокко, північ Алжиру і Туніс.

## Поширення та екологія
Іспанські дрімлюги гніздяться в Іспанії, Португалії, Марокко, Алжирі і Тунісі. Взимку вони мігрують на південь, крізь Сахару до південної Мавританії, Малі, Сенегалу, Гамбії і Гвінеї-Бісау. Деякі популяції Марокко є осілими. Бродячі птахи спостерігалися в інших країнах Середземномор'я, на Балеарських і Канарських островах. Іспанські дрімлюги живуть в середземноморських чагарникових заростях, сухих соснових рідколіссях, оливкових і дубових гаях, в напівпустелях і пустелях. Зустрічаються на висоті до 100 м над рівнем моря, в горах Сьєрра-Невада на висоті до 1500 м над рівнем моря.

## Поведінка
Іспанські дрімлюги ведуть нічний і присмерковий спосіб життя, живляться комахами, яких ловлять в польоті. Сезон розмноження в Іспанії та Португалії триває з кінця травня до початку серпня, в Північній Африці з середини травня по серпень. Відкладають яйця просто на голу землю, в невелику заглибину. В кладці 2 світло-сірих яйця, поцяткованих темними плямками, розміром 32×23 мм.

## Збереження
МСОП класифікує цей вид як такий, що не потребує особливих заходів зі збереження. За оцінками дослідників, популяція іспанських дрімлюг становить від 575 до 805 тисяч птахів, з яких в Європі мешкає від 202 до 281 тисячі птахів (35 % від загальної популяції).